# Junkers Ju 390
El Junkers Ju 390 fue un avión alemán creado por Junkers durante la Segunda Guerra Mundial como una versión de largo alcance del Ju 290. Estaba proyectado para ser usado como transporte pesado, avión de patrulla marítima y bombardero de largo alcance. Fue uno de los aviones (junto con el Messerschmitt Me 264 y el Focke-Wulf Ta 400) presentados para el fallido proyecto Amerika Bomber.

## Diseño y desarrollo
En 1943 se construyeron y evaluaron dos prototipos conseguidos sobre la base de insertar un par de segmentos de ala en sus raíces a dos estructuras básicas del Ju 90 (primer prototipo) y del Ju 290 (2º prototipo) y agregando nuevas secciones para alargar los fuselajes. El gigante resultante voló por primera vez el 20 de octubre de 1943 con buenos resultados, razón por la cual el RLM encargó 26 de estos aviones, que fueron designados Ju 390 A-1. Ninguno de ellos estaba en construcción al momento de cancelarse el programa (junto con la producción de Ju 290) a mediados de 1944.

### Patrulla marítima y bombardero

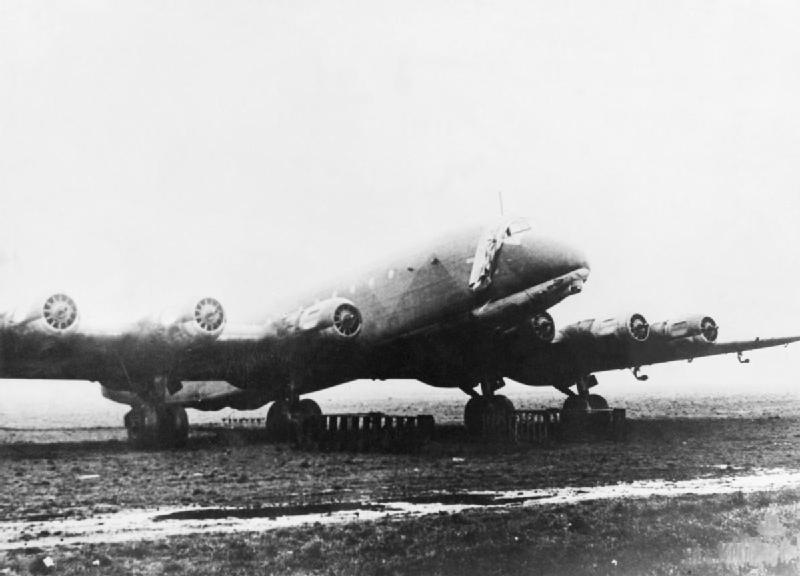
Ju 390 abandonado.

Las versiones de patrulla marítima y bombardero fueron designadas Ju 390 B y Ju 390 C, respectivamente. Se sugirió que la versión bombardero podría llevar al Messerschmitt Me 328 como caza parásito para autodefensa. Se cree que se efectuaron algunas pruebas con el Ju 390 armado con la bomba guiada antibuque Fritz X.

## Variantes
Ju 390 V1
Primer prototipo.
Ju 390 V2
Segundo prototipo.
Ju 390 A-1
Versión planeada para bombardero pesado de largo alcance, transporte pesado, y patrulla marítima.

## Historia operacional
Hay un debate sobre cuál de los dos Ju 390 construidos voló. Los símbolos de la unidad FAGr.5 mostraron que se había usado el prototipo V1 (marcas de serie GH+UK). Un piloto de pruebas del aeródromo de Rechlin, el Oberleutnant Eisermann, registró en su bitácora de vuelo que había volado el prototipo V2 en febrero de 1944. Fotografías de dos Ju 390 en vuelo sobrevivieron a la Segunda Guerra Mundial, pero el fuselaje del prototipo V2 jamás se encontró.
El Ministro de Armamentos de Hitler, Albert Speer, dio testimonio de un vuelo de larga duración de un Ju 390 al Japón, en el libro de James P. O'Donnell titulado The Berlin Bunker, en el que afirma que un avión Ju 390 pilotado por pilotos de prueba de Junkers hicieron una ruta polar al Japón en 1944.

### ¿Vuelo del Amerika Bomber?
Hay presunciones de que en enero de 1944, un Ju 390 hizo un vuelo transatlántico desde Francia hasta 20 km de la costa este de Estados Unidos y regresó.

## Especifícaciones (Ju 390 V1)

### Características generales
- Tripulación: 10
- Longitud: 34,20 m
- Envergadura: 55,35 m
- Altura: 6,89 m
- Superficie alar: 254 m²
- Peso vacío: 39.500 kg
- Peso cargado: 53.112 kg
- Peso máximo al despegue: 75.500 kg
- Planta motriz: 6× BMW 801D, radiales de 14 cilindros en doble estrella.
  - Potencia: 1.272 kW cada uno.

### Rendimiento
- Velocidad máxima operativa (Vno): 505 km/h
- Alcance en combate: 9700 km
- Techo de vuelo: 6.000 m
- Carga alar: 209 kg/m²
- Potencia/peso: 0,17 kW/kg

### Armamento
- Armas de proyectiles: 
 * 2 x ametralladoras MG 131 de 13 mm en los costados. 
 * 2 x ametralladoras MG 131 de 13 mm en la góndola de proa. 
 * 1 cañón automático MG 151/20 de 20 mm en la cola. 
 * 2 x cañones automáticos MG 151/20 de 20 mm en dos torretas dorsales.

### Desarrollos relacionados
- Junkers Ju 89
- Junkers Ju 90
- Junkers Ju 290

### Aeronaves similares
- Boeing B-29 Superfortress
- Focke-Wulf Ta 400
- Messerschmitt Me 264
- Nakajima G10N

### Secuencias de designación
- Sistema de designación aeronaves del RLM: ← Me 362 · Me 364 · Ju 388 · Ju 390 · Fw 391 · Ar 396 · Ta 400 →

### Listas relacionadas
- Anexo:Aeronaves militares de Alemania en la Segunda Guerra Mundial